# 閉ざされた世界
「閉ざされた世界」（とざされたせかい）は、日本のロックバンド・THE BACK HORNのメジャー19枚目、通算20枚目のシングル。2010年8月4日発売。

## 解説
表題曲「閉ざされた世界」は、『劇場版 機動戦士ガンダム00 -A wakening of the Trailblazer-』主題歌に起用され、「罠」以来2度目の『ガンダム00』へのタイアップとなった。

## 収録曲
全作詞：菅波栄純、作曲・編曲：THE BACK HORN
1. 閉ざされた世界
  - 松竹配給映画『劇場版 機動戦士ガンダム00 -A wakening of the Trailblazer-』オープニングテーマ
2. 真夜中のライオン
3. 警鐘
  - 劇場版キャンペーン「Supporter's meeting 2010」テーマソング

## 収録アルバム
- オリジナルアルバム『アサイラム』（2010年9月15日）
- BEST THE BACK HORN II